# Chân Không
Chân Không (« Vraie vacuité »), de son vrai nom Cao Ngọc Phương, est une moniale bouddhiste de l'école zen, née en 1938 à Bến Tre dans le delta du Mekong, dans le sud du Vietnam.
En 1982, elle a fondé en Dordogne avec Thích Nhất Hạnh, le Village des pruniers, un centre de méditation bouddhiste.

## Publications

### Livre
- La Force de l'amour. Une Bouddhiste dans le Vietnam en guerre, Paris,  éditions de la Table ronde, coll. « Les chemins de la sagesse », 1995 - Rééd. Paris, éd. Albin Michel, coll. « Espaces libres », 2008,  (ISBN 978-2-226-18308-8)

### Article
- « Bouddhisme et non-violence »  in Alternatives non-violentes, « Les religions sont-elles violentes ?», n° 94, 1995, p.11-20